# Altiverruca beringiana
Altiverruca beringiana är en kräftdjursart som beskrevs av Zevina och Galkin 1993. Altiverruca beringiana ingår i släktet Altiverruca och familjen Verrucidae. Inga underarter finns listade i Catalogue of Life.